# 박민영
박민영(朴敏英, 1986년 3월 4일~)은 대한민국의 배우이다.

## 생애
박민영은 1986년 서울특별시에서 시의원의 자녀로 태어났다. 미국 필라델피아에서 중·고등학교를 다니면서 배우 데뷔를 준비했다.
2006년 MBC 시트콤 《거침없이 하이킥!》을 통해서 본격적으로 배우 생활을 시작하였다.
2008년 빅뱅의 '하루하루' 뮤직비디오에서는 권지용의 시한부에 걸린 여자친구 역을 맡아 4시간 이상 눈물을 흘려 '눈물의 여왕'이라는 별명을 얻으며 화제를 모았다.

2011년 《고양이: 죽음을 보는 두 개의 눈》으로 첫 영화 출연하였다. 이후 2011년 말에 방송된 KBS 수목 드라마 《영광의 재인》에 출연하였고, 2012년 5월 26일부터 일본의 만화가 무라카미 모토카의 만화 《타임슬립 닥터 진》을 원작으로 한 TBS 드라마 《JIN-仁-》를 리메이크 한 MBC 주말드라마 《닥터 진》에 출연하였다.

2015년 4월말에 중국판 드라마인 《가십걸》에 출연을 확정 지었으나 미뤄졌으며, 내년에 중국에서 방송 되는 중국 드라마 《금의야행》에 캐스팅 되었다. 지난 5월 23일에는 중국 언론매체에 중국 드라마 《시광지성》 여주인공으로 출연한다고 밝혔으며, '시광지성'은 동명 소설을 리메이크한 로맨틱 코미디 드라마이며 고생물학을 전공하는 여대생과 인기 스타가 우연히 만나 사랑에 빠지는 이야기를 그린 드라마로 극 중 박민영이 여대생 허진(쉬전)역으로 출연할 예정이다.

2017년 7월 첫방송된 드라마 《7일의 왕비》에서 단 7일 짧은 시간동안 왕비 자리에 올랐다 폐비가 된 단경왕후 신씨 역으로 출연했다. 2018년 5월 첫방송된 tvN 새 수목드라마 《김비서가 왜 그럴까》에 수행 비서부터 운전기사까지 모두 소화했던 능력 만점 9년 차 비서 김미소 역으로 캐스팅 돼 출연했다. 2019년 4월에 드라마 《그녀의 사생활》에서 미술관에서는 능력 좋은 큐레이터이지만 집에서는 상당한 "덕력"을 자랑하는 아이돌 덕후 성덕미 역으로 출연했다. 2020년 2월 JTBC 새드라마 《날씨가 좋으면 찾아가겠어요》에서 서울 생활에 지쳐 북현리로 내려간 해원이 독립 서점을 운영하는 은섭을 만나게 되면서 펼쳐지는 가슴 따뜻한 서정 멜로 드라마로 목해원 역으로 출연했다.

## 학력
- 고등학교 졸업학력 검정고시 (합격)
- 동국대학교 예술대학 (연극학 / 학사)
- 동국대학교 영상대학원 (공연예술학 / 석사)

## 연기 활동

### 드라마
- 2006년 ~ 2007년 MBC 일일시트콤 《거침없이 하이킥!》 ... 강유미 역
- 2007년 KBS2 월화드라마 《아이엠 샘》 ... 유은별 역
- 2008년 KBS2 납량특집 드라마 《2008 전설의 고향》 ... 이명옥 역
- 2009년 SBS 월화 특별기획 드라마 《자명고》 ... 낙랑공주 라희 역
- 2010년 MBC 4부작 수목드라마 《런닝, 구》 ... 문행주 역
- 2010년 KBS2 월화드라마 《성균관 스캔들》 ... 김윤희 / 김윤식 역
- 2011년 SBS 드라마 스페셜 《시티헌터》 ... 김나나 역
- 2011년 KBS2 수목드라마 《영광의 재인》 ... 윤재인 역
- 2012년 MBC 주말드라마 《닥터 진》 ... 홍영래 / 유미나 역
- 2014년 MBC 수목드라마 《개과천선》 ... 이지윤 역
- 2014년 KBS2 월화드라마 《힐러》 ... 채영신 / 오지안 역
- 2015년 SBS 드라마스페셜 《리멤버 - 아들의 전쟁》 ... 이인아 역
- 2017년 KBS2 수목드라마 《7일의 왕비》 ... 신채경 역
- 2018년 tvN 수목드라마 《김비서가 왜 그럴까》 ... 김미소 역
- 2019년 tvN 수목드라마 《그녀의 사생활》 ... 성덕미 역
- 2020년 JTBC 월화드라마 《날씨가 좋으면 찾아가겠어요》 ... 목해원 역
- 2022년 JTBC 토일드라마 《기상청 사람들: 사내연애 잔혹사 편》 ... 진하경 역
- 2022년 tvN 수목드라마 《월수금화목토》 ... 최상은 / 제이미 역
- 2024년 tvN 월화드라마 《내 남편과 결혼해줘》 … 강지원 역
- 2025년 TV 조선 토일드라마 《컨피던스맨 KR》 … 윤이랑 역

### 중국 드라마
| 연도 | 방송사               | 제목     | 역할        | 비고                  |
| ---- | -------------------- | -------- | ----------- | --------------------- |
|      | 광저우 위성 텔레비전 | 금의야행 | 셰위페이    | 중국 드라마, 방송예정 |
|      | 동방 위성 텔레비전   | 시광지성 | 허진 (쉬전) | 중국 드라마, 방송예정 |

### 영화
| 연도 | 제목                           | 역할 | 비고 |
| ---- | ------------------------------ | ---- | ---- |
| 2011 | 고양이: 죽음을 보는 두 개의 눈 | 소연 |      |

## 연기 외 활동

### 텔레비전 프로그램
| 연도 | 방송사   | 제목                                | 역할      | 비고     |
| ---- | -------- | ----------------------------------- | --------- | -------- |
| 2014 | KBS2     | KBS 연기대상                        | 공동 MC   |          |
| 2017 | tvN      | 내 귀에 캔디 시즌 2                 | 출연자    | 바니바니 |
| 2018 | 넷플릭스 | 범인은 바로 너                      | 고정 출연 |          |
| 2019 | 넷플릭스 | 범인은 바로 너 2                    | 고정 출연 |          |
| 2021 | 넷플릭스 | 범인은 바로 너 3                    | 고정 출연 |          |
| 2021 | MBC      | 다큐플렉스 청춘다큐 거침없이 하이킥 | 인터뷰    |          |
| 2024 | tvN      | 놀라운 토요일                       | 게스트    |          |

### 뮤직비디오
| 연도 | 가수       | 제목          | 비고 |
| ---- | ---------- | ------------- | ---- |
| 2007 | I          | 이별을 말하다 |      |
| 2008 | 빅뱅       | 하루하루      |      |
| 2009 | 가비엔제이 | 연애소설      |      |

### 홍보대사
- 2010년 제13회 보령머드축제 홍보대사
- 2011년 핑크 윙즈 캠페인 홍보대사
- 2016년 동국대학교 홍보대사

## 수상 및 후보
| 연도 | 시상식                                 | 부문                                    | 작품                                             | 결과 | 출처  |
| ---- | -------------------------------------- | --------------------------------------- | ------------------------------------------------ | ---- | ----- |
| 2007 | MBC 방송연예대상                       | 코미디·시트콤부문 여자 신인상           | 거침없이 하이킥!                                 | 수상 |       |
| 2007 | KBS 연기대상                           | 여자 신인연기상                         | 아이엠 샘                                        | 수상 |       |
| 2008 | 제2회 아시아모델상시상식               | 모델특별상                              | 빈칸                                             | 수상 |       |
| 2008 | 제44회 백상예술대상                    | TV부문 여자 신인연기상                  | 아이엠 샘                                        | 후보 |       |
| 2008 | KBS 연기대상                           | 여자 특집·문학관·단막극상               | 전설의 고향 - 구미호 편                          | 수상 |       |
| 2010 | KBS 연기대상                           | 중편드라마부문 여자 우수연기상          | 성균관 스캔들                                    | 수상 |       |
| 2010 | KBS 연기대상                           | 여자 네티즌상                           | 성균관 스캔들                                    | 수상 |       |
| 2010 | KBS 연기대상                           | 베스트 커플상 (with 박유천)             | 성균관 스캔들                                    | 수상 |       |
| 2011 | 제47회 백상예술대상                    | TV부문 여자 최우수연기상                | 성균관 스캔들                                    | 후보 |       |
| 2011 | 제5회 Mnet 20's Choice                 | Hot 드라마 스타 여자부문                | 시티헌터                                         | 후보 |       |
| 2011 | 제6회 서울 드라마 어워즈               | 한류드라마 여자연기자상                 | 성균관 스캔들                                    | 후보 |       |
| 2011 | 제4회 코리아 드라마 어워즈             | 여자 주연상                             | 성균관 스캔들, 시티헌터                          | 후보 |       |
| 2011 | SBS 연기대상                           | 드라마스페셜부문 여자 우수연기상        | 시티헌터                                         | 후보 |       |
| 2011 | SBS 연기대상                           | 네티즌 인기상                           | 시티헌터                                         | 후보 |       |
| 2011 | SBS 연기대상                           | 베스트 커플상 (with 이민호)             | 시티헌터                                         | 후보 |       |
| 2011 | KBS 연기대상                           | 여자 최우수연기상                       | 영광의 재인                                      | 후보 |       |
| 2011 | KBS 연기대상                           | 중편드라마부문 여자 우수연기상          | 영광의 재인                                      | 수상 |       |
| 2011 | KBS 연기대상                           | 여자 네티즌상                           | 영광의 재인                                      | 후보 |       |
| 2011 | KBS 연기대상                           | 베스트 커플상 (with 천정명)             | 영광의 재인                                      | 후보 |       |
| 2012 | 제16회 CMA 앤드 아시안인플루엔셜어워드 | 아시아 최고 패션 아티스트상             | 빈칸                                             | 수상 |       |
| 2013 | 동국대학교                             | 공로상                                  | 빈칸                                             | 수상 |       |
| 2014 | MBC 연기대상                           | 미니시리즈부문 여자 우수연기상          | 개과천선                                         | 후보 |       |
| 2014 | KBS 연기대상                           | 중편드라마부문 여자 우수연기상          | 힐러                                             | 수상 |       |
| 2014 | KBS 연기대상                           | 여자 네티즌상                           | 힐러                                             | 후보 |       |
| 2014 | KBS 연기대상                           | 베스트 커플상 (with 지창욱)             | 힐러                                             | 수상 |       |
| 2015 | 제10회 아시아모델상 시상식             | 배우부문 아시아특별상                   | 빈칸                                             | 수상 |       |
| 2016 | 제4회 드라마피버 어워즈                | 베스트 커플상 (with 지창욱)             | 힐러                                             | 수상 |       |
| 2016 | SBS 연기대상                           | 장르·판타지드라마부문 여자 최우수연기상 | 리멤버 - 아들의 전쟁                             | 후보 |       |
| 2017 | 제2회 아시아 아티스트 어워드           | 베스트 셀러브리티상                     | 빈칸                                             | 수상 |       |
| 2017 | KBS 연기대상                           | 중편드라마부문 여자 우수연기상          | 7일의 왕비                                       | 후보 |       |
| 2017 | KBS 연기대상                           | 여자 네티즌상                           | 7일의 왕비                                       | 후보 |       |
| 2017 | KBS 연기대상                           | 베스트 커플상 (with 연우진)             | 7일의 왕비                                       | 후보 |       |
| 2018 | 제13회 숨피 어워즈                     | 올해의 연기상 여자부문                  | 7일의 왕비                                       | 후보 |       |
| 2018 | 제13회 숨피 어워즈                     | 베스트 키스상(with 연우진)              | 7일의 왕비                                       | 후보 |       |
| 2018 | 제6회 아시아태평양 스타 어워즈         | 중편드라마부문 여자 우수연기상          | 김비서가 왜 그럴까                               | 후보 |       |
| 2018 | 제6회 아시아태평양 스타 어워즈         | 여자 케이스타인기상                     | 김비서가 왜 그럴까                               | 수상 | [ 1 ] |
| 2018 | 제13회 아시아 드라마 컨퍼런스          | 특별 표창                               | 김비서가 왜 그럴까                               | 수상 | [ 2 ] |
| 2018 | 제2회 더 서울 어워즈                   | 드라마부문 여자인기상                   | 김비서가 왜 그럴까                               | 후보 |       |
| 2018 | tvN 조이 페스티벌                      | 올해의 여성캐릭터상                     | 김비서가 왜 그럴까                               | 수상 |       |
| 2018 | tvN 조이 페스티벌                      | 목요일 아이콘상                         | 김비서가 왜 그럴까                               | 수상 |       |
| 2018 | 코스모 뷰티 어워즈                     | 올해의 빛나는 아름다운 우상상           | 빈칸                                             | 수상 |       |
| 2018 | 제23회 소비자의 날 KCA 문화연예 시상식 | 2018 관객이 뽑은 올해의 배우            | 김비서가 왜 그럴까                               | 수상 |       |
| 2019 | 愛奇藝娛樂大賞                         | 漂亮當飯吃                              | 김비서가 왜 그럴까                               | 수상 |       |
| 2019 | 제14회 숨피 어워즈                     | 올해의 연기상 여자부문                  | 김비서가 왜 그럴까                               | 수상 |       |
| 2019 | 제14회 숨피 어워즈                     | 베스트 커플상 (with 박서준)             | 김비서가 왜 그럴까                               | 후보 |       |
| 2019 | 제4회 아시아 아티스트 어워즈           | 배우부문 베스트 아티스트상              | 빈칸                                             | 수상 |       |
| 2019 | 제4회 아시아 아티스트 어워즈           | 아시아 셀러브리티                       | 빈칸                                             | 수상 |       |
| 2019 | 스타 허브 나이츠 오브 스타             | 최고의 여성 아시아스타상                | 그녀의 사생활                                    | 수상 |       |
| 2021 | 제7회 아시아태평양 스타 어워즈         | KT Seezn 스타상                         | 날씨가 좋으면 찾아가겠어요                       | 후보 |       |
| 2021 | 제7회 아시아태평양 스타 어워즈         | 아이돌챔프 여자 인기상                  | 날씨가 좋으면 찾아가겠어요                       | 후보 |       |
| 2021 | 제55회 납세자의 날                     | 모범 납세자 대통령 표창                 | 빈칸                                             | 수상 |       |
| 2022 | 제7회 아시아 아티스트 어워즈           | 배우 부문 핫트렌드상                    | 기상청 사람들 : 사내연애 잔혹사 편, 월수금화목토 | 수상 |       |
| 2022 | 제7회 아시아 아티스트 어워즈           | 배우 부문 베스트 아티스트상             | 기상청 사람들 : 사내연애 잔혹사 편, 월수금화목토 | 수상 |       |
| 2024 | 제9회 아시아 아티스트 어워즈           | 배우 부문 베스트 아티스트상             | 내 남편과 결혼해줘                               | 수상 |       |
| 2024 | 제9회 아시아 아티스트 어워즈           | 대상 - 올해의 여우주연상                | 내 남편과 결혼해줘                               | 수상 |       |